# Militärmusikdienst

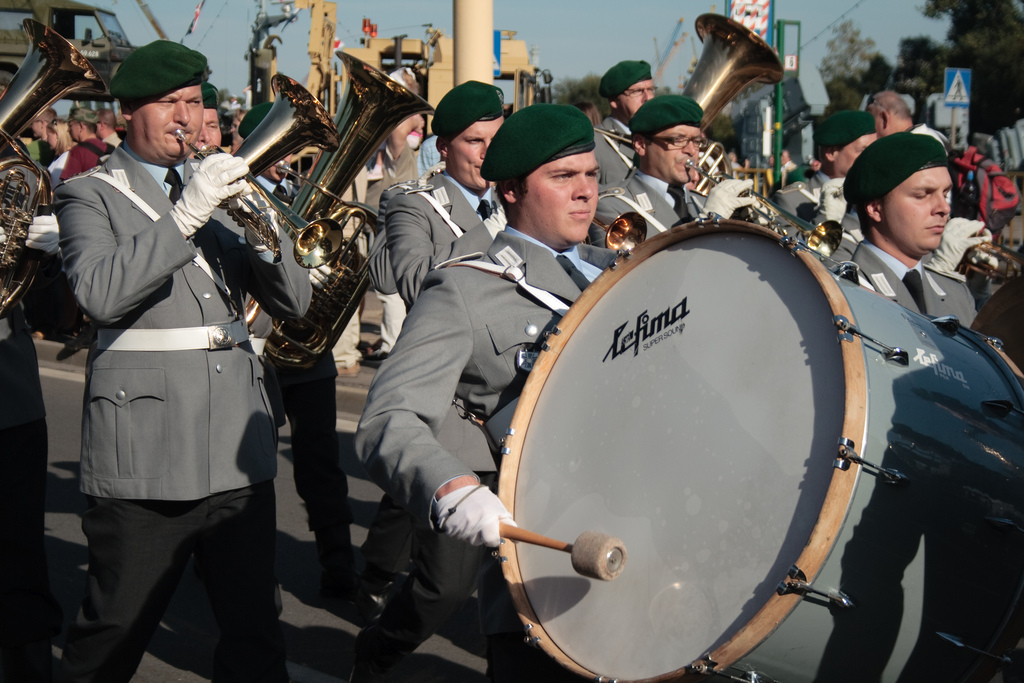
Teil des Stabsmusikkorps der Bundeswehr

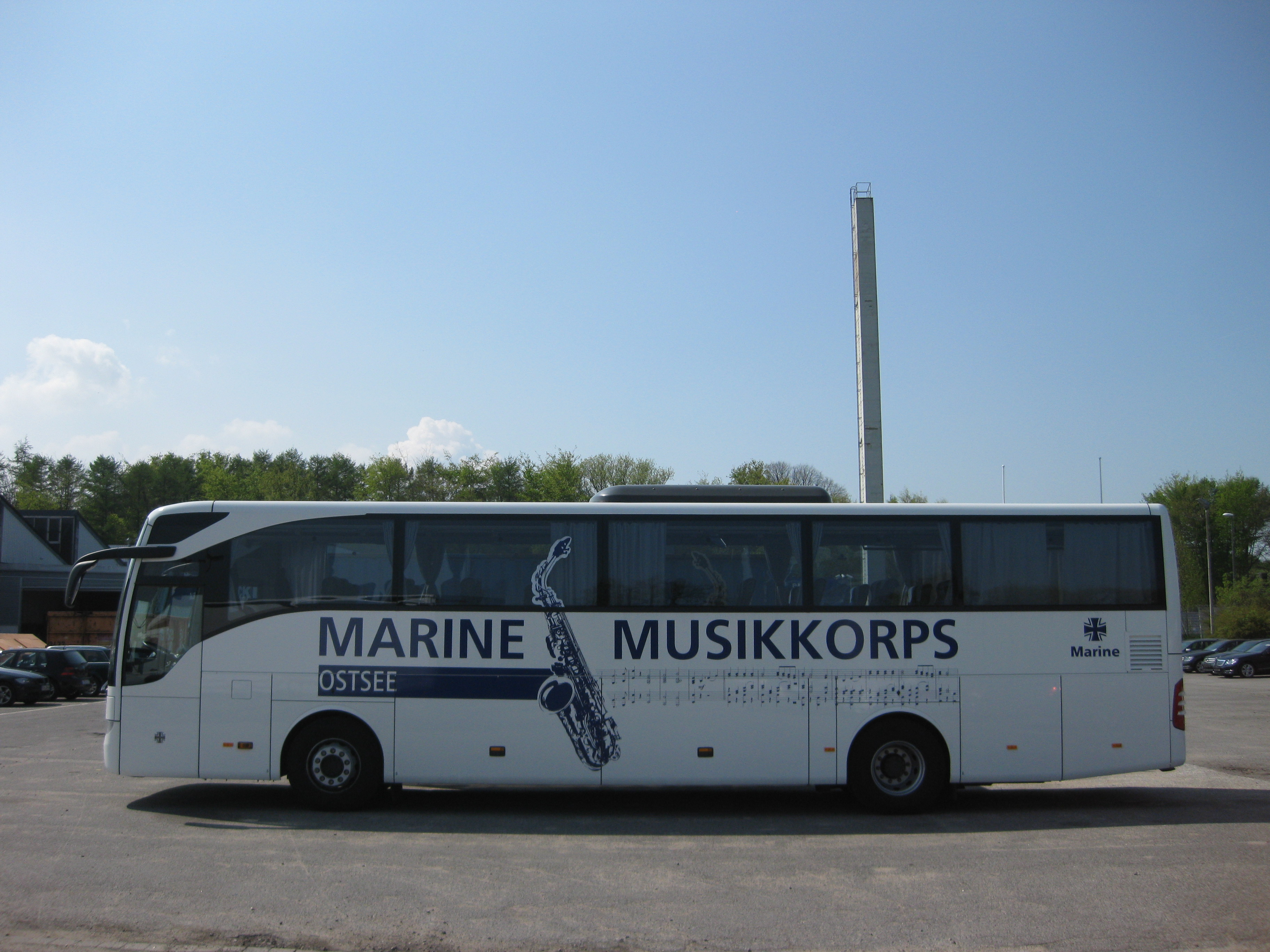
Bus des MMusKorps Ostsee

Der Militärmusikdienst der Bundeswehr umfasst 15 Truppenteile der Militärmusik. Er ist einer von drei Fachdiensten der Bundeswehr.

## Auftrag
Auftrag des Militärmusikdienstes ist die Betreuung der Streitkräfte durch die musikalische Begleitung von Zeremonien wie Feierlichen Gelöbnissen und Kommandoübergaben sowie Fürsorgemaßnahmen in den Auslandseinsätzen der Bundeswehr. Des Weiteren zählt der protokollarische Dienst für hohe ausländische Würdenträger zu den Aufgaben. Der Militärmusikdienst tritt im Rahmen der Öffentlichkeitsarbeit und der Pflege auswärtiger Beziehungen im In- und Ausland bei öffentlichen Veranstaltungen auf.
Die Musikkorps der Bundeswehr können flexibel, auftrags- und situationsgerecht auftreten. Nicht nur Blasmusik, sondern auch beispielsweise Klassische Musik, Oper, Operette, Musical, Rockmusik, Popmusik, Jazz gehören zum ständigen Repertoire. Ein Musikkorps kann als Großes Blasorchester, als Spielmannszug, als Big Band, als Jazz-Combo, als Kammermusik-Ensemble, als Streicher-Ensemble oder volkstümlich besetzt sein. Des Weiteren verfügen einzelne Musikkorps über Besetzungen, die musikalische Besonderheiten ihrer Standorte oder ihrer Truppe widerspiegeln (z. B. Alphornbläser).
Im Verteidigungsfall werden Militärmusiker im Sanitätsdienst eingesetzt. Jeder Musiker hat dazu neben seiner musikalischen auch eine seiner Laufbahn entsprechende Sanitätsausbildung. Die sanitätsdienstlichen Laufbahnlehrgänge für Unteroffiziere und Feldwebel finden an der Sanitätsakademie der Bundeswehr in München statt. Die dort erworbenen Fähigkeiten werden regelmäßig aufgefrischt.

### Truppenmarsch
Die Zuteilung von Truppenmärschen erfolgt ab Ebene des Regiments aufwärts. Zuständig für die Entscheidung der Zuteilung von Truppenmärschen ist das Zentrum Militärmusik der Bundeswehr im Auftrag des Bundesministeriums der Verteidigung. Bei der Auswahl von Truppenmärschen sollten möglichst auch historische, landsmannschaftliche oder regionale Gesichtspunkte Berücksichtigung finden.

## Organisation
An der Spitze des Militärmusikdienstes steht das seit 2014 dem Streitkräfteamt unterstellte Zentrum Militärmusik der Bundeswehr in Bonn. Diesem sind die 15 Klangkörper der Bundeswehr unterstellt, das Stabsmusikkorps der Bundeswehr, das Musikkorps der Bundeswehr, das Ausbildungsmusikkorps der Bundeswehr, 6 Heeresmusikkorps, 2 Luftwaffenmusikkorps, 2 Marinemusikkorps, 1 Gebirgsmusikkorps sowie die Big Band der Bundeswehr. Mit Unterstellung unter das Streitkräfteamt 2014 wurden die regionalen Musikkorps umbenannt und tragen nun den Namen ihrer Garnisonsstadt.
Früher besaßen alle Musikkorps im Militärmusikdienst der Bundeswehr einen Spielmannszug. Mit Wegfall der Wehrpflicht wurde dies unwirtschaftlich und ist nur noch den beiden Protokollorchestern Stabsmusikkorps der Bundeswehr aus Berlin und Musikkorps der Bundeswehr aus Siegburg vorbehalten. Deren beide Spielmannszüge ergänzen andere Musikkorps im gesamten Bundesgebiet, wenn dies beispielsweise beim Großen Zapfenstreich unentbehrlich ist.
Die fachliche Leitung aller Musikkorps liegt beim Leiter des Militärmusikdienstes der Bundeswehr (bis etwa 1980 als Inspizient Militärmusik bezeichnet), der gleichzeitig Leiter des Zentrums Militärmusik der Bundeswehr ist.
| Name                                                    | Standort               | Unterstellung bis 2014      | Zuständigkeit                                       | Aufstellung |
| ------------------------------------------------------- | ---------------------- | --------------------------- | --------------------------------------------------- | --- |
| Stabsmusikkorps der Bundeswehr                          | Berlin                 | Standortkommando Berlin (1) | Protokollarischer Ehrendienst                       | 1. April 1991 |
| Musikkorps der Bundeswehr                               | Siegburg               | Streitkräfteamt             | Öffentlichkeitsarbeit                               | 16. Februar 1957                                                                                                 |
| Big Band der Bundeswehr                                 | Euskirchen             | Streitkräfteamt             | Öffentlichkeitsarbeit                               | 29. März 1971 |
| Ausbildungsmusikkorps der Bundeswehr                    | Hilden                 | Streitkräfteamt             | Ausbildung                                          | 1. Juli 1960 |
| Gebirgsmusikkorps der Bundeswehr                        | Garmisch-Partenkirchen | Streitkräfteamt             | Süddeutschland                                      | 1. Juli 1956 (als Musikkorps der 1. Gebirgsdivision)                                                             |
| Heeresmusikkorps Hannover                               | Hannover               | Streitkräfteamt             | Niedersachsen                                       | 1. Juli 1956 (als Musikkorps II A)                                                                               |
| Heeresmusikkorps Kassel                                 | Kassel                 | Streitkräfteamt             | Hessen, Thüringen, Sachsen                          | 1. Juli 1956 (als Musikkorps IV A)                                                                               |
| Heeresmusikkorps Koblenz                                | Koblenz                | Streitkräfteamt             | Rheinland-Pfalz, Saarland                           | 1. Juli 1956 (als Musikkorps IV B)                                                                               |
| Heeresmusikkorps Neubrandenburg                         | Neubrandenburg         | Streitkräfteamt             | Norddeutschland                                     | 1. April 1991 (als Heeresmusikkorps 80)                                                                          |
| Heeresmusikkorps Veitshöchheim                          | Veitshöchheim          | Streitkräfteamt             | Unter- und Oberfranken, Oberpfalz                   | 1. Mai 1962 (als Luftwaffenmusikkorps 5)                                                                         |
| Heeresmusikkorps Ulm                                    | Ulm                    | Streitkräfteamt             | Baden-Württemberg, Schwaben, Ober- und Niederbayern | 1. Juli 1956 (als Musikkorps V B)                                                                                |
| Luftwaffenmusikkorps Erfurt                             | Erfurt                 | Streitkräfteamt             | Mitteldeutschland                                   | (als Wehrbereichskommandos VII bzw. am 1. Juli 1994 als Heeresmusikkorps 13)                                     |
| Luftwaffenmusikkorps Münster                            | Münster                | Streitkräfteamt             | Westdeutschland                                     | 11. Juli 1956 (als LwMusKorps 1)                                                                                 |
| Marinemusikkorps Kiel                                   | Kiel                   |                             | Norddeutschland                                     | 1956 (bis 2014 Marinemusikkorps Ostsee)                                                                          |
| Marinemusikkorps Nordsee Marinemusikkorps Wilhelmshaven | Wilhelmshaven          |                             | Norddeutschland                                     | 1956–2014 (2014–2019 kein Musikkorps in Wilhelmshaven) 2019 (Nachfolger des ehemaligen Marinemusikkorps Nordsee) |

## Laufbahnen und Ausbildung
In der Bundeswehr bestehen die vier Laufbahnen der Mannschaften, der Fachunteroffiziere, der Feldwebel und der Offiziere des Militärmusikdienstes. Hinzu kommt jeweils eine Laufbahn der Reserve.
Für die Laufbahn der Offiziere des Militärmusikdienstes beträgt die Verpflichtungszeit als Soldat auf Zeit 18 Jahre. Es besteht die Möglichkeit, das Dienstverhältnis in das eines Berufssoldaten umzuwandeln. Die Ausbildung erfolgt an der Robert Schumann Hochschule Düsseldorf, an der der Abschluss Master of Music erworben wird.
Für die Laufbahn der Feldwebel des Militärmusikdienstes ist die Verpflichtungszeit acht bis zwölf Jahre. Die Ausbildung umfasst ein Bachelorstudium für Orchesterinstrumente.

## Geschichte
In der Vorbereitungsphase der Aufstellung neuer deutscher Streitkräfte der Bundesrepublik Deutschland ist mehrfach überliefert, dass Bundeskanzler Konrad Adenauer der Aufstellung von Militärmusikkorps einen hohen Stellenwert beimaß („Vergeßt mir die Musike nicht!“). Er verlangte, dass zum Jahreswechsel 1955/56 wenigstens ein Musikkorps aufgestellt sein müsse. Mit Aufstellungsbefehl vom 4. Oktober 1955 wurde zum 1. Januar 1956 die Aufstellung eines Musikkorps in Andernach angeordnet. Im Jahr 1956 wurden aufgestellt: Gebirgsmusikkorps, Heeresmusikkorps 1, Heeresmusikkorps 2, Heeresmusikkorps 10, Heeresmusikkorps 300, Luftwaffenmusikkorps 2, Luftwaffenmusikkorps 3, Marinemusikkorps Nordsee, Marinemusikkorps Ostsee. Im Jahr 1957 folgte das Musikkorps der Bundeswehr und im Jahr 1958 das Luftwaffenmusikkorps 1. Das Ausbildungsmusikkorps der Bundeswehr wurde 1960, das Heeresmusikkorps 12 im Jahr 1962 und die Big Band der Bundeswehr 1971 aufgestellt. Im Zuge der Deutschen Wiedervereinigung erfolgte 1991 die Aufstellung des Wehrbereichsmusikkorps III, des Heeresmusikkorps 14, des Luftwaffenmusikkorps 4 und des Stabsmusikkorps der Bundeswehr.
Der Leiter des Militärmusikdienstes der Bundeswehr gehörte bis zur Reorganisation 2009 unmittelbar zum Streitkräfteamt. Er wurde vom Dezernat Militärmusik unterstützt. Die Militärmusik bildete hier ein eigenes Element und war dem General Weiterentwicklung der Streitkräftebasis und Leiter der Fachabteilungen im Streitkräfteamt unterstellt. Der Leiter des Militärmusikdienstes war oberster Fachvorgesetzter aller Militärmusiker der gesamten Bundeswehr und in dieser Eigenschaft verantwortlich für die fachliche Weiterentwicklung. Mit der Neuausrichtung der Bundeswehr wurden die noch in Teilstreitkräften befindlichen Musikkorps in den damaligen militärischen Organisationsbereich Streitkräftebasis überführt und dem Zentrum Militärmusik der Bundeswehr unterstellt.
Nachdem das Zentrum Militärmusik der Bundeswehr 2009 gegründet worden war, führte dieses anfangs drei der Musikkorps. Nach der Auflösung, teilweisen Verlegung und Umbenennung einiger Klangkörper, führte es ab 2014 alle verbliebenen 14 Musikkorps der Bundeswehr und die Big Band.
Seit 2025 wird die Aufgabe Militärmusik im Unterstützungsbereich der Bundeswehr wahrgenommen.

### Aufstellung der Musikkorps

#### Aufstellungen der Heeresmusikkorps
Das erste Musikkorps der Bundeswehr wurde am 2. Januar 1956 als Musikkorps III A in Andernach aufgestellt. Am 16. März 1959 erfolgte seine Umbenennung in Heeresmusikkorps 12 und 1961 die Verlegung nach Düsseldorf. Am 1. April 1964 wurde es in Heeresmusikkorps 7 umbenannt. Das Heeresmusikkorps 7 wurde Ende 2006 im Zuge der Transformation der Bundeswehr bzw. der Auflösung der 7. Panzerdivision außer Dienst gestellt und am 30. Juni 2007 aufgelöst. Die Heeresmusikkorps waren jeweils einer Heeresdivision oder einem der deutschen Korps unterstellt und erhielten die entsprechende Nummer ihres Großverbandes. Die Musiker waren zusätzlich im Heeressanitätsdienst qualifiziert und waren als Verstärkungskräfte für ein Feldlazarett vorgesehen.
Im Weiteren wurden folgende Musikkorps aufgestellt:
Das Heeresmusikkorps 1 in Hannover wurde am 1. Juli 1956 als Musikkorps II A  in Hannover aufgestellt. Es trug seine Bezeichnung ab 16. März 1959.
Das Heeresmusikkorps 2 wurde am 1. Juli 1956 als Musikkorps IV A in Kassel aufgestellt und trug ab 16. März 1959 diesen Namen.
Das Heeresmusikkorps 4 wurde am 1. Juli 1956 als Musikkorps VI B in Sonthofen aufgestellt und am 1. August 1956 nach München verlegt. Im Oktober 1956 wurde das Musikkorps aufgeteilt in das Musikkorps VI A in München (daraus entstand am 16. März 1959 das Heeresmusikkorps 4 in Regensburg) und in das Musikkorps VI B (daraus wurde am 16. März 1959 das Heeresmusikkorps 8, das spätere Gebirgsmusikkorps). Das Heeresmusikkorps 4 in Regensburg wurde am 31. Dezember 2006 im Zuge der Umstrukturierung der Bundeswehr außer Dienst gestellt und am 30. Juni 2007 aufgelöst.
Das Heeresmusikkorps 300 wurde zum 1. Juli 1956 als Musikkorps IV B in Idar-Oberstein aufgestellt und Ende 1956 nach Koblenz verlegt. Am 16. März 1959 wurde es in Heeresmusikkorps 5 und am 1. Mai 1985 in Heeresmusikkorps 300 umbenannt.
Das Heeresmusikkorps 5 wurde am 1. Oktober 1985 in Gießen aufgestellt und am 31. März 1993 im Zuge der Wiedervereinigung aufgelöst.
Das Heeresmusikkorps 6 wurde am 1. Juli 1956 als Musikkorps I B in Hamburg aufgestellt und zum 16. März 1959 in Heeresmusikkorps 6 umbenannt. Zum 31. Dezember 1992 wurde es aufgelöst.
Das Heeresmusikkorps 9 in Stuttgart wurde am 1. April 1956 als Musikkorps V A in Böblingen aufgestellt und 1959 in Heeresmusikkorps 9 umbenannt und der 1. Luftlandedivision unterstellt. Die Angehörigen nahmen zumeist am Fallschirmspringerlehrgang teil. Im Oktober 2003 wurde es aufgelöst.
Das Heeresmusikkorps 10 wurde am 1. Juli 1956 als Musikkorps V B in Ellwangen (Jagst) aufgestellt. Am 1. Oktober 1958 erfolgte mit der Verlegung nach Ulm die Umbenennung in Heeresmusikkorps 10.
Das Heeresmusikkorps 11 wurde am 1. Juli 1956 als Musikkorps II B in Bremen aufgestellt und 1959 in Heeresmusikkorps 11 umbenannt. 1993 wurde es aufgelöst.
Das Heeresmusikkorps 12 wurde am 1. Mai 1962 als Luftwaffenmusikkorps 5 in Fürstenfeldbruck aufgestellt. Am 1. April 1963 erfolgte die Umbenennung in Heeresmusikkorps 13. Zum 16. Januar 1964 erfolgte ein Standortwechsel nach Nürnberg und am 1. April 1964 die Umbenennung in Heeresmusikkorps 12. Am 1. Oktober 1965 wurde dieses Heeresmusikkorps nach Veitshöchheim verlegt.
Das Heeresmusikkorps 14 war seit seiner Aufstellung als Heeresmusikkorps 80  in Neubrandenburg stationiert. Vom 1. Juli 1994 bis 1. Mai 2008 war es das Musikkorps der 14. Panzergrenadierdivision „HANSE“ im Organisationsbereich Heer und trug den Namen Heeresmusikkorps 14. Es wurde 2008 in Wehrbereichsmusikkorps I umbenannt.
Heeresmusikkorps 70: siehe Wehrbereichsmusikkorps III

#### Aufstellung sonstiger Musikkorps
Das Ausbildungsmusikkorps der Bundeswehr wurde am 1. Juli 1960 als Ausbildungszug beim Stabsmusikkorps in Siegburg aufgestellt, 1963 in Ausbildungsmusikkorps der Bundeswehr umbenannt und zum 5. Mai 1969 nach Hilden verlegt.
Die Big Band der Bundeswehr wurde am 29. März 1971 als Schauorchester der Bundeswehr in Euskirchen aufgestellt und am 15. Februar 1973 in Big Band der Bundeswehr umbenannt.
Das Musikkorps der Bundeswehr in Siegburg wurde am 16. Februar 1957 als Lehrmusikkorps der Bundeswehr in Rheinbach aufgestellt, am 16. Februar 1959 nach Siegburg verlegt und zum 1. Juni 1959 in Stabsmusikkorps der Bundeswehr umbenannt. Am 1. Juli 2000 erfolgte die erneute Umbenennung in Musikkorps der Bundeswehr.
Das Gebirgsmusikkorps der Bundeswehr in Garmisch-Partenkirchen wurde am 1. Juli 1956 als Musikkorps VI B in Sonthofen aufgestellt und am 1. August 1956 nach Mittenwald verlegt. Im Oktober 1956 wurde das Musikkorps aufgeteilt in das Musikkorps VI A in München, daraus wurde am 16. März 1959 das Heeresmusikkorps 4 in Regensburg, und in das Musikkorps VI B, daraus wurde am 16. März 1959 das Heeresmusikkorps 8. Am 23. März 1963 erfolgte die Verlegung nach Garmisch-Partenkirchen. Es erfolgten noch die Umbenennungen in Gebirgsmusikkorps 8 und in die spätere Bezeichnung Gebirgsmusikkorps.
Das Stabsmusikkorps der Bundeswehr wurde am 1. April 1991 als Heeresmusikkorps Ost in Potsdam aufgestellt. Im Januar 1994 wurde es in Heeresmusikkorps 400 umbenannt und am 1. April 1995 nach Berlin verlegt. Am 1. Juli 1996 erfolgte die Umbenennung in HMK 400/Stabsmusikkorps Berlin und am 1. Juli 2000 in Stabsmusikkorps der Bundeswehr.
Das Wehrbereichsmusikkorps I wurde am 1. Juli 1956 als Musikkorps I A in Rendsburg aufgestellt, am 20. August 1956 nach Bad Eilsen, am 1. Oktober 1957 nach Bielefeld und am 3. September 1958 nach Göttingen verlegt. Zum 16. März 1959 wurde das Musikkorps I A in Heeresmusikkorps 3 umbenannt und am 10. September 1959 nach Lüneburg verlegt. Ab Oktober 2001 trug es die Bezeichnung Wehrbereichsmusikkorps I. Es wurde dann im Zuge der Transformation am 30. Juni 2007 aufgelöst. Neues Wehrbereichsmusikkorps I wurde am 2. Mai 2008 das bisherige Heeresmusikkorps 14 (Neubrandenburg).
Das Wehrbereichsmusikkorps II wurde am 1. Juli 1956 als Musikkorps III B in Münster aufgestellt. Es wurde 1959 in Heeresmusikkorps 7, 1964 in Heeresmusikkorps 13 und 1985 in Heeresmusikkorps 100 umbenannt. Ab Oktober 2001 trug es die Bezeichnung Wehrbereichsmusikkorps II. Auch dieses Musikkorps wurde am 30. Juni 2007 aufgelöst.
Das Wehrbereichsmusikkorps III wurde am 15. März 1991 als Heeresmusikkorps 70 in Erfurt aufgestellt. Später wurde es in Heeresmusikkorps 13 und im Oktober 2001 in Wehrbereichsmusikkorps III umbenannt.

#### Aufstellungen von Luftwaffenmusikkorps
Das Luftwaffenmusikkorps 1 wurde am 1. April 1958 als Luftwaffenmusikkorps 4 in Neubiberg aufgestellt und 1959 in Luftwaffenmusikkorps 1 umbenannt.
Das Luftwaffenmusikkorps 2 wurde am 1. August 1956 als Musikkorps der Luftwaffe Nummer 2 in Uetersen aufgestellt und im Dezember 1957 nach Karlsruhe verlegt. Die Umbenennung in Luftwaffenmusikkorps 2 erfolgte 1959.
Das Luftwaffenmusikkorps 3 wurde am 11. Juli 1956 als Luftwaffenmusikkorps 1 in Münster aufgestellt. Die Umbenennung in Luftwaffenmusikkorps 3 erfolgte 1959.
Das frühere Luftwaffenmusikkorps 4 wurde am 1. April 1958 als Luftwaffenmusikkorps 3 in Hamburg aufgestellt und 1959 in Luftwaffenmusikkorps 4 umbenannt. 1992 erfolgte seine Auflösung.
Das spätere Luftwaffenmusikkorps 4 wurde 1991 als Luftwaffenmusikkorps 5 in Berlin aufgestellt. Die Umbenennung erfolgte zum 1. April 1995.

#### Aufstellungen von Marinemusikkorps
Das Marinemusikkorps Ostsee in Kiel wurde am 1. Juni 1956 in Eckernförde aufgestellt. Es wurde nach seiner Aufstellung geteilt, wodurch zusätzlich das Marinemusikkorps Nordsee in Wilhelmshaven entstand.
Das Marinemusikkorps Nordsee ging nach dessen Teilung aus dem Marinemusikkorps Ostsee hervor.

### Leiter Militärmusikdienst
Die früheren Leiter des Militärmusikdienstes waren:
| Zeitraum  | Dienstgrad | Name            | Titel                     |
| --------- | ---------- | --------------- | ------------------------- |
| 1958–1968 | Oberst     | Wilhelm Stephan | Inspizient Militärmusik   |
| 1968–1975 | Oberst     | Fritz Masuhr    | Inspizient Militärmusik   |
| 1975–1980 | Oberst     | Johannes Schade | Inspizient Militärmusik   |
| 1980–1987 | Oberst     | Helmut Schaal   | Leiter Militärmusikdienst |
| 1987–1991 | Oberst     | Andreas Lukácsy | Leiter Militärmusikdienst |
| 1991–2001 | Oberst     | Georg Czerner   | Leiter Militärmusikdienst |
| 2001–2009 | Oberst     | Michael Schramm | Leiter Militärmusikdienst |

### Leiter Dezernat Militärmusik
Die Leiter des Dezernats Militärmusik waren:
| Zeitraum  | Dienstgrad     | Name                  |
| --------- | -------------- | --------------------- |
| 1957–1961 | Major          | Karl Schneider        |
| 1961–1965 | Oberstleutnant | Friedrich Deisenroth  |
| 1965–1968 | Oberstleutnant | Fritz Masuhr          |
| 1968–1972 | Oberstleutnant | Karl Schneider        |
| 1972–1976 | Oberstleutnant | Fritz Hartung         |
| 1976–1986 | Oberstleutnant | Ernst-Albrecht Schulz |
| 1983–2003 | Oberstleutnant | Kurt Ringelmann       |
| 2003–2009 | Oberstleutnant | Bernd Zivny           |